# 拉沙佩勒昂谢里
拉沙佩勒昂谢里（法語：La Chapelle-Enchérie，法語發音：[la ʃapɛl ɑ̃ʃeʁi]）是法国卢瓦-谢尔省的一个市镇，属于旺多姆区。

## 地理
拉沙佩勒昂谢里（47°49'28"N, 1°12'16"E）面积10.76 平方千米，位于法国中央-卢瓦尔河谷大区卢瓦-谢尔省，该省份为法国中北部省份，北起厄尔-卢瓦省，东北接卢瓦雷省，东南接谢尔省，南至安德尔省，西南接安德尔-卢瓦尔省，西北接萨尔特省。
与拉沙佩勒昂谢里接壤的市镇（或旧市镇、城区）包括：埃皮艾、费埃、利涅尔、勒奈、新乌克。

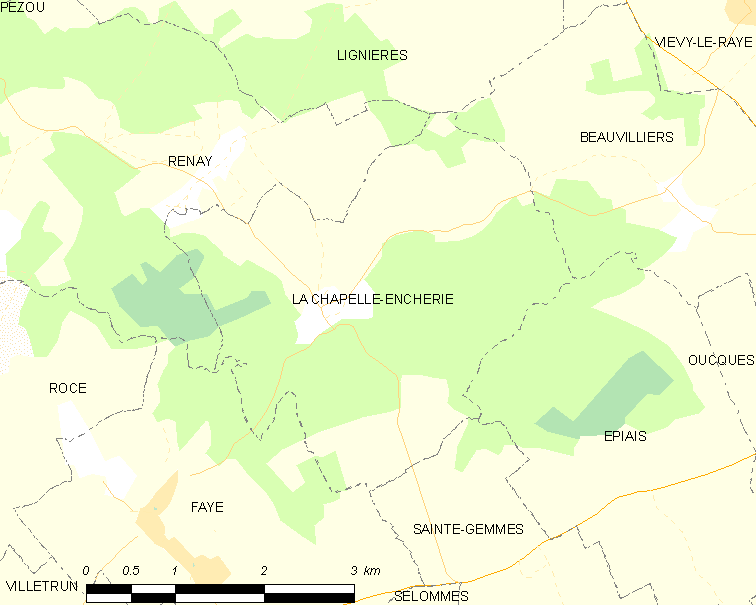
拉沙佩勒昂谢里的OSM定位图

拉沙佩勒昂谢里的时区为UTC+01:00、UTC+02:00（夏令时）。

## 行政
拉沙佩勒昂谢里的邮政编码为41290，INSEE市镇编码为41037。

## 政治
拉沙佩勒昂谢里所属的省级选区为佩尔什县。

## 人口

1962-2008年间拉沙佩勒昂谢里人口变化图示

拉沙佩勒昂谢里于2022年1月1日时的人口数量为211人。